# Мезенцев, Виталий Васильевич
Виталий Васильевич Мезенцев (1930, Архангельская область, РСФСР — 10 декабря 2010, Санкт-Петербург, Российская Федерация) — российский лыжник, неоднократный чемпион СССР, почётный мастер спорта СССР по лыжным гонкам.
После возвращения с воинской службы, Мезенцев вошёл в состав Центрального совета «Спартак» СССР.
Неоднократный чемпион СССР, член сборной СССР по лыжным гонкам 1961—1968 гг., участник IX зимних Олимпийских игр в Инсбруке в 1964 г. и X зимних Олимпийских игр в Гренобле в 1968 г. Несколько побед на чемпионатах и первенствах Ленинграда. Побеждал на соревнованях по лыжным гонкам среди ветеранов спорта Санкт-Петербурга с 1990 по 2009 годы.
В 1972 году впервые выступил в роли тренера в ДЮСШ «Петродворец», в 1975—1990 гг. — тренер городского спортивного интерната № 62. Тренер сборной СССР, взрастил ряд мастеров спорта и мастеров спорта международного класса, в том числе — олимпийского чемпиона и чемпиона мира биатлониста Дмитрий Васильев.
С 1990 г. — вновь тренер в СДЮСШОР Петродворцового района Санкт-Петербурга.